# Sellnickochthonius lydiae
Sellnickochthonius lydiae är en kvalsterart som först beskrevs av Arthur P. Jacot 1938.  Sellnickochthonius lydiae ingår i släktet Sellnickochthonius och familjen Brachychthoniidae. Inga underarter finns listade i Catalogue of Life.